# Cicho
Cicho – czwarta studyjna (druga polskojęzyczna) płyta Ewy Farnej. Na płycie znajduje się 12 pop-rockowych utworów. Ostatnia piosenka to cover piosenki Urszuli pt. Dmuchawce, latawce, wiatr (muzyka Romuald Lipko, słowa Marek Dutkiewicz). Album został wydany 16 marca 2009 i jest polską wersją płyty Ticho. Płyta dotarła do 16. miejsca listy OLiS w Polsce.
W lutym 2010 roku wydawnictwo uzyskało nominację do nagrody polskiego przemysłu fonograficznego „Fryderyka” w kategorii: „album roku pop”, natomiast artystkę nominowano w kategorii „nowa twarz fonografii”. 13 października album Cicho uzyskał status platynowej płyty w Polsce, a następnie – dwukrotnie platynowej.

## Lista utworów
1. Cicho − 3:26
2. La la laj − 3:22
3. S.O.S.! Pomocy! − 3:54
4. Ogień we mnie − 2:19
5. Poznasz mnie, bo to ja − 3:43
6. Nie będziesz sam − 3:15
7. W niespełnieniu − 4:04
8. Już dorośnij! − 3:17
9. Kto to jest? − 3:12
10. Dokąd nas niesie − 3:49
11. Śmiej się − 3:26
12. Dmuchawce, latawce, wiatr − 4:01

## Twórcy[6]
Zespół:
- Ewa Farna − śpiew
- Marcus Tran − gitara
- Honza Ponocný − gitara
- David Csenge − gitara basowa
- Pavel Valdman − perkusja
- Lukáš Boho − perkusja
- Daniel Hádl − instrumenty klawiszowe, programowanie
- David Solař − instrumenty klawiszowe, programowanie
- Daniel Hádl – miksowanie, mastering
- Dušan Lipert – miksowanie mastering

## Wydania
- Cicho (wyd. 16 marca 2009)
- Cicho − reedycja (wyd. 20 listopada 2009) − dwupłytowe wydawnictwo zawierające utwory albumowe oraz dodatkowe materiały wideo z klipami oraz występami artystki.

## Lista materiałów video (reedycja)
1. Cicho – teledysk (reż. Bartek Piotrowski)
2. Dmuchawce, latawce, wiatr – teledysk (reż. Bartek Piotrowski)
3. Tam, gdzie nie ma dróg – teledysk
4. Oto Ja – teledysk
5. Cicho – making of
6. Black Or White – występ w programie „Szansa na sukces” (prod. Telewizja Polska)
7. Cicho – występ w programie „Gala Miss Polonia 2009” (Telewizja Polska)
8. Dmuchawce, latawce, wiatr – występ w programie „Gala Miss Polonia 2009” (Telewizja Polska)